# Liste de peintures d'Otto Dix
Liste des peintures d'Otto Dix.
| Image | Titre                                                               | Technique                                | Dimension (cm) | Année             | Lieu                                                                          |
| ----- | ------------------------------------------------------------------- | ---------------------------------------- | -------------- | ----------------- | ----------------------------------------------------------------------------- |
|       | Vue sur Untermhaus (quartier de Gera)                               |                                          | 56,6 x 45,6    | 1907              | Musée des Beaux-Arts, Gera                                                    |
|       | Sœur Toni à la fenêtre                                              | huile sur carton                         | 50 x 38        | 1908              | Collection privée                                                             |
|       | Quartier d'usine à Gera                                             | huile sur toile                          | 51 x 33        | vers 1910         | Collection privée                                                             |
|       | Vue sur la rive de l'Elbe à Dresde                                  | huile marouflée sur bois                 | 41 x 51        | probablement 1912 | Gemäldegalerie Neuer Meister, Staatliche Kunstsammlungen, Dresde              |
|       | Être et mourir                                                      | huile sur carton                         | 63,5 x 48,5    | probablement 1912 | Musée municipal de Bautzen                                                    |
|       | Autoportrait                                                        | huile sur carton                         | 55 x 27,7      | 1912              | Städtische Galerie, Dresde                                                    |
|       | Autoportrait avec œillet                                            | huile                                    |                | 1912              | Institute of Arts, Detroit                                                    |
|       | Petit autoportrait                                                  | huile sur toile                          | 35 x 29        | 1913              | Staatsgalerie, Stuttgart                                                      |
|       | Lever de soleil                                                     | huile                                    |                | 1913              | Städtische Galerie, Dresde                                                    |
|       | Autoportrait en fumeur                                              | huile sur papier sur carton              | 70,5 x 56      | probablement 1914 | Musée des Beaux-Arts, Gera, prêt de l'État libre de Thuringe                  |
|       | Autoportrait en soldat                                              | huile sur papier sur carton              |                | 1914              |                                                                               |
|       | La religieuse                                                       | huile sur carton                         | 70,2 x 52,4    | 1914              | The Metropolitan Museum of Art, New York                                      |
|       | La Fonderie                                                         | huile                                    |                | 1919              | Fondation Otto Dix, Vaduz                                                     |
|       | Pont noir                                                           | huile                                    |                | 1919              | Fondation collection Triton                                                   |
|       | Les joueurs de skat]                                                | huile                                    |                | 1920              | Staatsgalerie, Stuttgart                                                      |
|       | Rue de Prague                                                       | huile                                    |                | 1920              | Staatsgalerie, Stuttgart                                                      |
|       | Garçon de la classe ouvrière                                        | huile                                    |                | 1920              | Neue Galerie New York                                                         |
|       | Portrait de Max John                                                | huile                                    |                | 1920              | Musée d'art moderne de Fribourg-en-Brisgau                                    |
|       | Les handicapés de guerre                                            | huile                                    |                | 1920              | Localisation inconnue                                                         |
|       | Le vendeur d'allumettes                                             | huile sur toile et collage sur papier    | 141,5 x 166    | 1921              | Staatsgalerie, Stuttgart                                                      |
|       | Les Parents de l'artiste                                            | huile                                    |                | 1921              |                                                                               |
|       | Portrait du Docteur Hans Koch                                       | huile                                    | 100,5 x 90     | 1921              | Musée Ludwig, Cologne                                                         |
|       | La Femme du Docteur Hans Koch                                       | huile                                    |                | 1921              | Musée Ludwig, Cologne                                                         |
|       | Le Salon I                                                          | huile                                    | 86 x 120,5     | 1921              | Kunstmuseum Stuttgart                                                         |
|       | Portrait de Paul Ferdinand Schmidt                                  | huile sur toile                          | 82 x 63        | 1921              | Staatsgalerie, Stuttgart                                                      |
|       | Femme avec un chapeau rouge                                         | huile                                    |                | 1921              | Collection privée                                                             |
|       | Nu allongé                                                          |                                          | 47 x 64        | 1921              | Collection privée                                                             |
|       | Départ de Hambourg]                                                 | huile                                    |                | 1921              | Galerie Nierendorf, Berlin                                                    |
|       | Mère avec son enfant]                                               | huile sur toile                          | 81 x 120       | 1921              | Galerie Neue Meister, Dresde                                                  |
|       | Hugo Erfurth                                                        | huile                                    |                | 1922              | Musée Von der Heydt, Wuppertal                                                |
|       | Portrait du Docteur Heinrich Stadelmann                             | huile                                    | 61 x 90,8      | 1922              | The Art Gallery of Ontario, Toronto                                           |
|       | L'Homme d'affaires Max Roesberg, Dresde                             | huile                                    |                | 1922              | The Metropolitan Museum of Art                                                |
|       | La Famille du peintre Adalbert Trillhaase                           | huile                                    | 119 x 0,95     | 1922              | Nationalgalerie, Staatliche Museen zu Berlin                                  |
|       | Portrait du peintre Adolf Uzarski                                   | huile                                    |                | 1923              | Kunstgalerie, Dusseldorf                                                      |
|       | La Tranchée                                                         | huile                                    |                | 1923              | Localisation inconnue                                                         |
|       | Les Parents de l'artiste                                            | huile                                    |                | 1924              | Musée Sprengel, Hanovre                                                       |
|       | La marchande d'art Johanna Ey                                       | huile                                    |                | 1924              | Collection privée                                                             |
|       | Trois prostituées dans la rue                                       | huile                                    |                | 1925              | Collection privée                                                             |
|       | Portrait de la danseuse Anita Barber                                | huile                                    |                | 1925              | Staatsgalerie, Stuttgart, collection de la Banque du land de Bade-Württemberg |
|       | Portrait de l'avocat Hugo Simons                                    | détrempe et huile sur bois               | 100,3 x 70,3   | 1925              | Musée des beaux-arts, Montréal                                                |
|       | Portrait de la journaliste Sylvia von Harden                        | huile                                    | 89 x 121       | 1926              | Centre Pompidou Paris                                                         |
|       | Demi nu                                                             | huile                                    |                | 1926              | Collection Ronald S.Lauder                                                    |
|       | Portrait du Docteur Mayer-Hermann                                   | huile et tempera sur bois                | 149,2 x 99,1   | 1926              | The Metropolitan Museum of Art, New York                                      |
|       | Le marchand d'art Alfred Flechtheim                                 | huile                                    |                | 1926              | Musées d'État de Berlin                                                       |
|       | Le Poète Iwar von Lücken                                            | huile et tempera sur toile               | 226 x 120      | 1926              | Galerie berlinoise                                                            |
|       | Hugo Erfurth avec son chien Dog Ajax                                | tempera et huile sur panneau             | 80 x 100       | 1926              | Musée Thyssen-Bornemisza                                                      |
|       | Portrait de Josef May                                               | huile                                    |                | 1926              |                                                                               |
|       | La Famille de l'artiste                                             | huile                                    |                | 1927              | Francfort sur le Main                                                         |
|       | Portrait du peintre Franz Radziwill                                 | huile                                    |                | 1928              | Museum Kunstpalast                                                            |
|       | Fille nue avec des gants'                                           | huile                                    |                | 1932              | Collection privée                                                             |
|       | Flandres                                                            | huile                                    |                | 1934              | Musées d'État de Berlin                                                       |
|       | Nelly comme Flore                                                   | huile                                    |                | 1940              | Collection privée, Canada                                                     |
|       | Portrait d'un prisonnier                                            | huile                                    |                | 1945              | Collection privée                                                             |
|       | Autoportrait comme prisonnier de guerre                             | huile sur panneau de fibres dur          | 60 x 54        | 1947              | Kunstmuseum Stuttgart                                                         |
|       | Autoportrait avec une casquette de fourrure dans un paysage d'hiver | huile                                    |                | 1947              | Collection privée                                                             |
|       | Jardin au printemps                                                 | huile                                    |                | 1957              | Collection privée                                                             |
|       | Homme de douleurs                                                   | huile et tempéra sur planche d'aggloméré | 117 x 80       | 1964              | Musée des Beaux-Arts, Gera, prêt de la Fondation Otto Dix                     |